# Парки

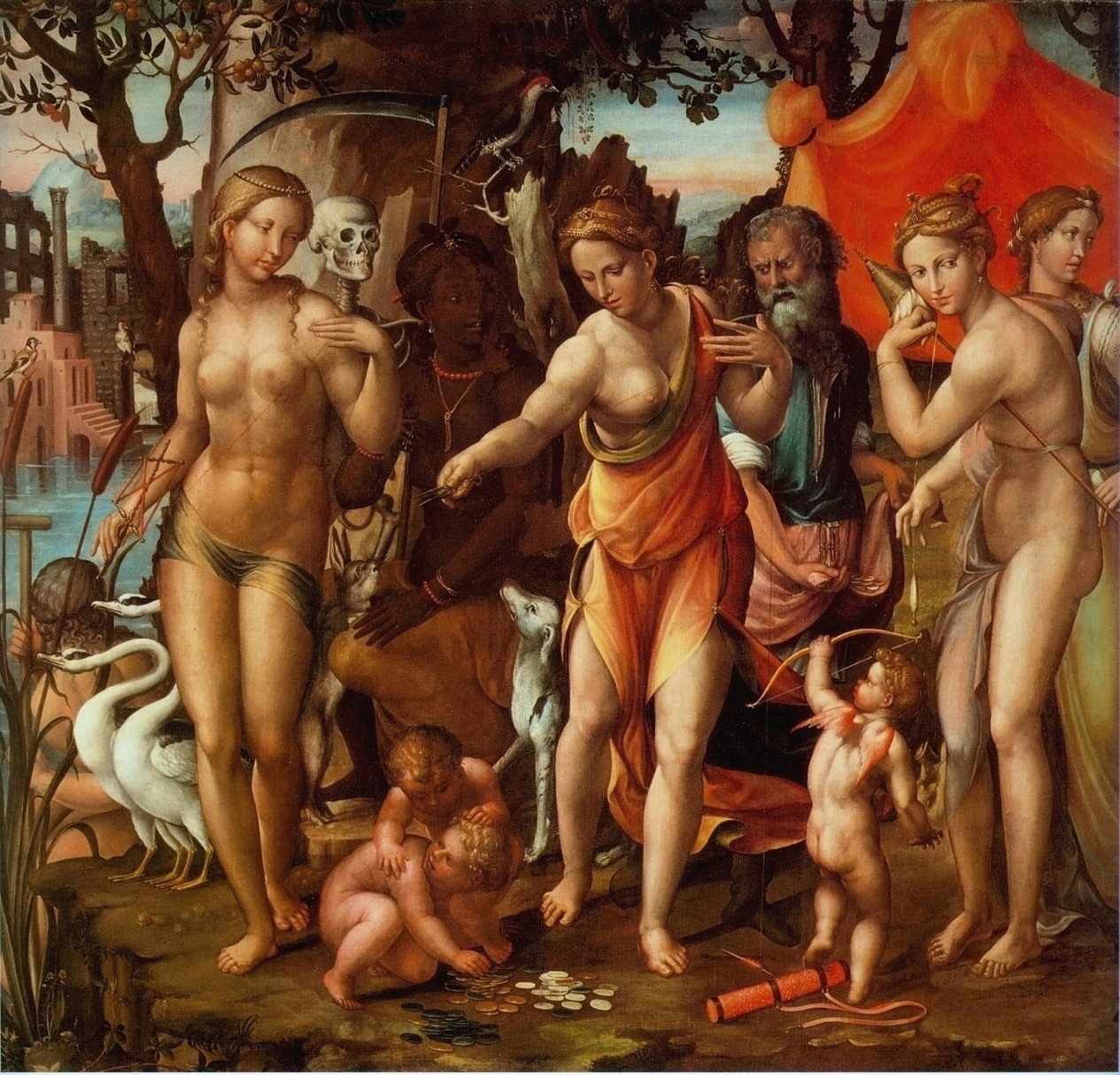
Содома (Марко Біджо?). «Три Парки». близ. 1525. Національна галерея стародавнього мистецтва Палаццо Барберіні, Рим.

Па́рки (лат. Parcae) — у давньоримській міфології богині долі, яким відповідали грецькі мойри. Спочатку шанували одну парку — богиню народження, потім унаслідок ототожнення з мойрами з'явилося три парки (перші дві покровительки народження дитини на відповідних місяцях — дев'ятому та десятому).

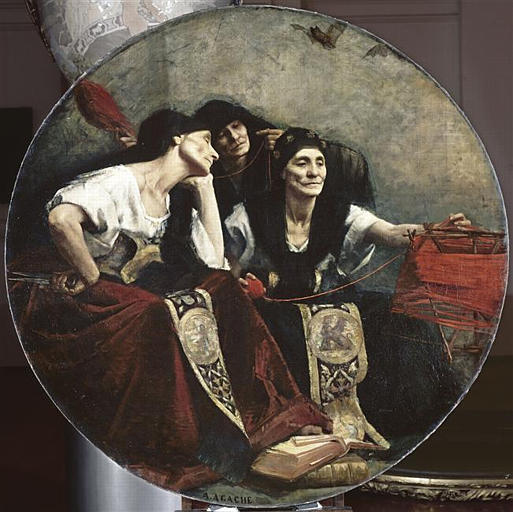
Альфред Агаш (художник), «Парки», 1885

## Нона
Нона (Nona) — дев'ята, пряде нитку життя, витягаючи її з кужелі (відповідає мойрі Клото)

## Деціма
Деціма (Decima) — десята, визначає довжину цієї нитки (відповідає мойрі Лахесіс)

## Морта
Морта (Morta) — смерть, перерізує нитку, таким чином перериває життя (відповідає мойрі Атропос).